# Столтенберг, Джейсон
Джейсон Столтенберг (англ. Jason Stoltenberg; родился 4 апреля 1970 года в Неребрае, Австралия) — австралийский теннисист и тренер.
- Полуфиналист 1 турнира Большого шлема в одиночном разряде (Уимблдон-1996).
- Победитель 9 турниров ATP (4 — в одиночном разряде).
- Финалист Кубка Дэвиса-1993 в составе национальной сборной Австралии.
- Победитель 1 юниорского турнира Большого шлема в одиночном разряде (Australian Open-1987).
- Победитель 5 юниорских турниров Большого шлема в парном разряде.
- Финалист 2 юниорских турниров Большого шлема в одиночном разряде (Roland Garros, Уимблдон-1987).
- Полуфиналист 1 юниорского турнира Большого шлема в одиночном разряде (US Open-1987).

## Общая информация
Джейсон впервые взял ракетку в руки в десять лет, попробовав заниматься теннисом на отцовской хлопковой ферме в Новом Южном Уэльсе.
Столтенберг женат; у него и его супруги Андреа есть двое детей.

## Спортивная карьера
Юниорские годы
Занятия теннисом быстро стали не просто хобби, но и одним из смыслов жизни: австралиец вскоре выбился в число лидеров национального тенниса в своём возрасте и поступил в национальный институт спорта. В 1986-88 годах Столтенберг провёл несколько сверхуспешных сезонов среди старших юниоров: в 1986-м году, вместе с Тоддом Вудбриджем, он принёс Австралии титул на командном мировом финале среди юношей; год спустя провёл сверхуспешный сезон на юниорских турнирах Большого шлема в одиночном разряде: четырежды он добрался до полуфинальной стадии, трижды сыграл в финальном матче и взял один титул (дома — на Australian Open). Продолжился и альянс с Вудбриджем: в 1987-88 годах австралийцы выиграли пять из восьми турниров Большого шлема, не завоевав, правда, даже т. н. «карьерный шлем» (слабым местом оказался US Open, где в 1987-м году Вудбридж не принимал участия, а в 1988-м году австралийцы уступили в четвертьфинале).
Одиночная карьера
Параллельно с выступлениями в юниорском туре, национальная федерация стала подтягивать Джейсона к турнирам профессиональной серии: в 1986 году он сыграл свой первый «челленджер», а год спустя дебютировал в основной сетке Australian Open. Несколько лет поиграв малопрестижные соревнования к 1988 году Столтенберг набрался достаточной уверенности в своих силах, чтобы заявить о себе на турнирах Большого шлема: на домашнем турнире он пользуется удачной сеткой и доходит сразу до четвёртого круга, где уступает второй ракетке соревнований шведу Стефану Эдбергу. Мельбурнский успех позволил найти новый уровень стабильности и к концу года австралиец всё более уверенно играл с игроками первых двух сотен рейтинга и постепенно сам взобрался в Top100. На закрепление на новом уровне ушло несколько сезонов, в ходе которых Столтенберг всё ближе подбирался к финальным стадиям соревнований тура Гран-при и одержал несколько побед над игроками Top20: так в августе 1989 года, на пути к своему первому финалу турнира на подобном уровне — в Ливингстоне — он оставил не у дел пятую ракетку мира Майкла Чанга.
Выход на следующий уровень стабильности начался в 1993 году, когда залечив травмы Столтенберг вернулся в тур после четырёхмесячного отсутствия. Выиграв несколько челленджеров австралиец к июню вернулся в Top100, а вскоре, на травяных соревнованиях в Манчестере, завоевал свой первый титул на подобном уровне, переиграв в финале соотечественника Уолли Мазура. Позже, во время американской летней хардовой серии, Столтенберг записывает на свой счёт победу над вторую ракетку мира Джимом Курье.
Следующий год принёс сразу три финала призов регулярного сезона (в число которых вошёл и единственный в карьере финал турнира серии Masters — в Канаде), а общая стабильность результатов и регулярные победы над сильнейшими игроками мира позволяют ему к концу октября войти в Top20). Небольшая травма не позволила развить этот успех: последовал длительный спад и за следующий год Столтенберг постепенно выпал из первой сотни рейтинга, однако на этих позициях он долго не задержался и благодаря третьему кругу на US Open и полуфиналу турнира в Бордо австралиец вскоре вернулся в Top100. Далее Джейсон постепенно всё больше стабилизирует результаты и к маю 1996 года поднимается в Top50, попутно выиграв приз в Корал-Спрингз. Несколько месяцев спустя последовал и главный в карьере успех австралийца на турнирах Большого шлема: на травяных кортах Уимблдона Столтенберг добирается до полуфинала, переиграв Горана Иванишевича и уступив Рихарду Крайчеку. Этот успех не имел дальнейшего продолжения — австралиец продолжал периодически обыгрывать лидеров, завоёвывать второстепенные титулы, но дальше позиций в третьем десятке подняться не мог. К концу 1990-х годов австралийцу становится всё труднее держаться на конкурентоспособном уровне, он играет все меньше статусных соревнований, а весной 2001 года он объявляет об окончании своей игровой карьеры. В последнем матче на профессиональном уровне — во втором круге Уимблдона — он уступает в затяжном пятисетовом матче тогдашней четвёртой ракетке мира Хуану Карлосу Ферреро
Парная карьера
Весьма успешной была и парная карьера Столтенберга. Некоторое время сохранялась его юниорская пара с Тоддом Вудбриджем и сравнительно быстро оба австралийца смогли подняться в первую сотню местной классификации, завоевав несколько титулов на челленджерах и выйдя в первый, для каждого, финал турнира Гран-при в Мадриде в апреле 1988 года. У Вудбриджа вскоре образовался очень сильный альянс Марком Вудфордом, а Столтенберг так и не смог достигнуть в парах хоть сколько-нибудь близких к нему результатов. Тем не менее Джейсон весьма активно играл турниры классических и смешанных пар и регулярно бывал в решающих стадиях различных второстепенных соревнований. В мае 1990 года был завоёван первый титул: вместе с Эндрю Кратцманом был выигран титул в Сингапуре. В дальнейшем Джейсон ещё четырежды выиграет парные турниры в рамках основного тура ATP, несколько раз выйдет в четвертьфиналы турниров Большого шлема, но в рейтинге так и не поднимется выше 23-й строчки, на которую впервые взойдёт ещё в конце марта 1991 года.
Командные и национальные турниры
Джейсон за свою профессиональную карьеру несколько раз привлекался в различные австралийские национальные команды: в 1989-98 годах он сыграл 14 матчей в Кубке Дэвиса, а в 1995 году участвовал в командном кубке мира. Нигде особо яркими победами Столтенберг не отметился, но в 1993 году он среди прочих принял участие в полуфинале и финале Кубка Дэвиса.
Столь же фоновым было и единственное появление Джейсона в турнире Олимпиады: в 1996 году в Атланте он сеялся десятым, но уступил уже во втором круге.
Тренерская карьера
Австралийская теннисная федерация активно привлекала всех своих сильнейших игроков на тренерскую работу. Не стал исключением и Столтенберг — в 2001-03 году он числился личным тренером Ллейтона Хьюитта, помогая ему бороться за титулы на турнирах Большого шлема и места в первой десятке одиночного рейтинга. В дальнейшем Джейсон переключился на работу с молодёжью.

## Рейтинг на конец года
| Год  | Одиночный рейтинг | Парный рейтинг |
| 2001 | 185               | 471            |
| 2000 | 66                | 123            |
| 1999 | 80                |                |
| 1998 | 27                | 285            |
| 1997 | 79                | 340            |
| 1996 | 31                | 177            |
| 1995 | 80                | 364            |
| 1994 | 21                | 216            |
| 1993 | 44                | 91             |
| 1992 | 168               | 107            |
| 1991 | 75                | 45             |
| 1990 | 108               | 33             |
| 1989 | 84                | 254            |
| 1988 | 70                |                |
| 1987 | 413               | 341            |

## Выступления на турнирах

### Финалы турниров в одиночном разряде

#### Финалы турниров ATP в одиночном разряде (13)

##### Победы (4)
| Титулы (с 1990)            |
| -------------------------- |
| Турниры Большого Шлема (0) |
| Кубок Мастерс (0)          |
| ATP Masters (0)            |
| ATP International Gold (0) |
| ATP International (4+5)    |

| Титулы по покрытиям | Титулы по месту проведения матчей турнира |
| ------------------- | ----------------------------------------- |
| Хард (0+3)          | Зал (0+2)                                 |
| Грунт (3)           | Зал (0+2)                                 |
| Трава (1+1)         | Открытый воздух (4+3)                     |
| Ковёр (0+1)         | Открытый воздух (4+3)                     |

| №  | Дата           | Турнир                    | Покрытие | Соперник в финале | Счёт           |
| 1. | 21 июня 1993   | Манчестер, Великобритания | Трава    | Уолли Мазур       | 6-1 6-3        |
| 2. | 18 апреля 1994 | Бирмингем, США            | Грунт    | Габриэль Маркус   | 6-3 6-4        |
| 3. | 20 мая 1996    | Корал-Спрингз, США        | Грунт    | Крис Вудрафф      | 7-6(4) 2-6 7-5 |
| 4. | 12 мая 1997    | Корал-Спрингз, США (2)    | Грунт    | Йонас Бьоркман    | 6-0 2-6 7-5    |

##### Поражения (9)
| №  | Дата            | Турнир              | Покрытие | Соперник в финале | Счёт              |
| 1. | 13 августа 1989 | Ливингстон, США     | Хард     | Брэд Гилберт      | 4-6 4-6           |
| 2. | 24 июля 1994    | Вашингтон, США      | Хард     | Стефан Эдберг     | 4-6 2-6           |
| 3. | 31 июля 1994    | Торонто, Канада     | Хард     | Андре Агасси      | 4-6 4-6           |
| 4. | 4 мая 1997      | Атланта, США        | Грунт    | Марсело Филиппини | 6-7(2) 4-6        |
| 5. | 11 января 1998  | Аделаида, Австралия | Хард     | Ллейтон Хьюитт    | 6-3 3-6 6-7(4)    |
| 6. | 8 марта 1998    | Скоттсдейл, США     | Хард     | Андре Агасси      | 4-6 6-7(3)        |
| 7. | 3 мая 1998      | Атланта, США (2)    | Грунт    | Пит Сампрас       | 7-6(2) 3-6 6-7(4) |
| 8. | 16 января 2000  | Сидней, Австралия   | Хард     | Ллейтон Хьюитт    | 4-6 0-6           |
| 9. | 16 апреля 2000  | Атланта, США (3)    | Грунт    | Эндрю Илие        | 3-6 5-7           |

### Финалы турниров в парном разряде

#### Финалы турнировATPв парном разряде (11)

##### Победы (5)
| №  | Дата             | Турнир                    | Покрытие | Партнёр       | Соперники в финале         | Счёт        |
| 1. | 6 мая 1990       | Сингапур                  | Хард     | Марк Кратцман | Брэд Дрюэтт Тодд Вудбридж  | 6-1 6-0     |
| 2. | 24 июня 1990     | Манчестер, Великобритания | Трава    | Марк Кратцман | Ник Браун Келли Джонс      | 6-3 2-6 6-4 |
| 3. | 30 сентября 1990 | Брисбен, Австралия        | Хард(i)  | Тодд Вудбридж | Брайан Гэрроу Марк Вудфорд | 2-6 6-4 6-4 |
| 4. | 10 февраля 1991  | Сан-Франциско, США        | Ковёр(i) | Уолли Мазур   | Ронни Батман Рикард Берг   | 4-6 7-6 6-4 |
| 5. | 17 января 1993   | Сидней, Австралия         | Хард     | Сэндон Столл  | Люк Дженсен Мёрфи Дженсен  | 6-3 6-4     |

##### Поражения (6)
| №  | Дата           | Турнир                      | Покрытие | Партнёр       | Соперники в финале           | Счёт        |
| 1. | 17 апреля 1988 | Мадрид, Испания             | Грунт    | Тодд Вудбридж | Серхио Касаль Эмилио Санчес  | 7-6 6-7 3-6 |
| 2. | 22 апреля 1990 | Сеул, Южная Корея           | Хард     | Тодд Вудбридж | Грант Коннелл Гленн Мичибата | 6-7 4-6     |
| 3. | 5 января 1992  | Аделаида, Австралия         | Хард     | Марк Кратцман | Горан Иванишевич Марк Россе  | 6-7 6-7     |
| 4. | 18 апреля 1993 | Гонконг                     | Хард     | Сэндон Столл  | Дэвид Уитон Тодд Вудбридж    | 1-6 3-6     |
| 5. | 23 апреля 1995 | Пейджет, Бермудские Острова | Грунт    | Бретт Стивен  | Грант Коннелл Тодд Мартин    | 6-7 6-2 5-7 |
| 6. | 12 июля 1998   | Ньюпорт, США                | Трава    | Скотт Дрейпер | Даг Флэк Сэндон Столл        | 2-6 6-4 6-7 |

### Командные турниры

#### Финалы командных турниров (1)

##### Поражения (1)
| №  | Год  | Турнир       | Команда                                                      | Соперник в финале                       | Счёт в финале |
| -- | ---- | ------------ | ------------------------------------------------------------ | --------------------------------------- | ------------- |
| 1. | 1993 | Кубок Дэвиса | Австралия Дж. Столтенберг, Р.Фромберг, Т.Вудбридж, М.Вудфорд | Германия М.Штих, М.-К.Гёлльнер, П.Кюнен | 1-4           |

## История выступлений на турнирах

### Одиночные турниры
| Турнир                 | 1987  | 1988  | 1989          | 1990          | 1991          | 1992  | 1993          | 1994          | 1995          | 1996  | 1997          | 1998          | 1999          | 2000  | 2001  | Итог   | В/П за карьеру |
| ---------------------- | ----- | ----- | ------------- | ------------- | ------------- | ----- | ------------- | ------------- | ------------- | ----- | ------------- | ------------- | ------------- | ----- | ----- | ------ | -------------- |
| Турниры Большого Шлема |       |       |               |               |               |       |               |               |               |       |               |               |               |       |       |        |                |
| Australian Open        | 1Р    | 4Р    | 3Р            | -             | 2Р            | 1Р    | 3Р            | 2Р            | 1Р            | -     | 1Р            | 2Р            | 2Р            | 1Р    | 1Р    | 0 / 13 | 11-13          |
| Roland Garros          | -     | -     | 1Р            | 2Р            | 2Р            | 1Р    | -             | 1Р            | 1Р            | 2Р    | 2Р            | 4Р            | 2Р            | 3Р    | -     | 0 / 11 | 10-11          |
| Уимблдон               | -     | 2Р    | 3Р            | 2Р            | 1Р            | 1Р    | 3Р            | 3Р            | 2Р            | 1/2   | 3Р            | 4Р            | 1Р            | 1Р    | 2Р    | 0 / 14 | 20-14          |
| US Open                | -     | 3Р    | 1Р            | 2Р            | 2Р            | -     | 1Р            | 1Р            | 3Р            | 3Р    | 1Р            | 1Р            | 1Р            | 2Р    | -     | 0 / 12 | 9-12           |
| Итог                   | 0 / 1 | 0 / 3 | 0 / 4         | 0 / 3         | 0 / 4         | 0 / 3 | 0 / 3         | 0 / 4         | 0 / 4         | 0 / 3 | 0 / 4         | 0 / 4         | 0 / 4         | 0 / 4 | 0 / 2 | 0 / 50 |                |
| В/П в сезоне           | 0-1   | 6-3   | 4-4           | 3-3           | 3-4           | 0-3   | 4-3           | 3-4           | 3-4           | 8-4   | 3-4           | 7-4           | 2-4           | 3-4   | 1-2   |        | 50-50          |
| Олимпийские игры       |       |       |               |               |               |       |               |               |               |       |               |               |               |       |       |        |                |
| Летняя олимпиада       | НП    | -     | Не проводился | Не проводился | Не проводился | -     | Не проводился | Не проводился | Не проводился | 2Р    | Не проводился | Не проводился | Не проводился | -     | НП    | 0 / 1  | 1-1            |